# Joseph Vissers
Josephus „Jos” Vissers (ur. 28 listopada 1928 w Geel, zm. 18 kwietnia 2006 w Turnhout) – belgijski bokser, srebrny medalista letnich igrzysk olimpijskich w 1948 w Londynie w kategorii lekkiej. Po zdobyciu medalu olimpijskiego przeniósł się na zawodowstwo, lecz już w 1951 roku zakończył karierę profesjonalisty z powodu nieudanych występów.